# Vollèges
Vollèges (deutsch früher Villuge) ist eine Ortschaft in der Gemeinde Val de Bagnes des Bezirks Entremont im französischsprachigen Teil des Kantons Wallis in der Schweiz. Bis zum 31. Dezember 2020 war Vollèges eine eigenständige Gemeinde, die dann mit Bagnes zur Gemeinde Val de Bagnes fusionierte.
Die Gemeinde Vollèges bestand aus den Ortschaften Vollèges (843 m), Levron (1307 m), Chemin-Dessus (1157 m) und Vens (Sembrancher) (1111 m) sowie in unmittelbarer Nähe zum Dorf Vollèges die Weiler Etiez (763 m) und Cries (Vollèges) (920 m).

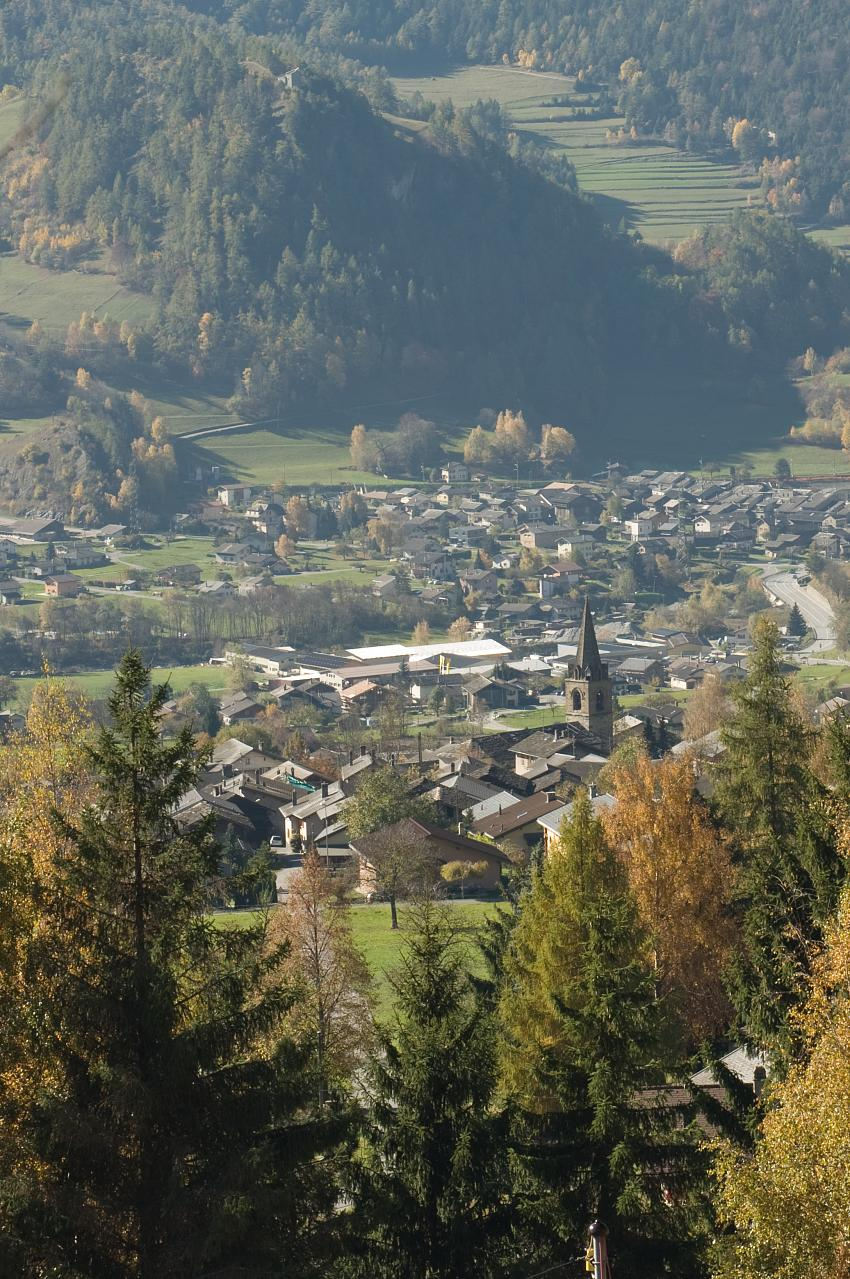
Blick auf Vollèges

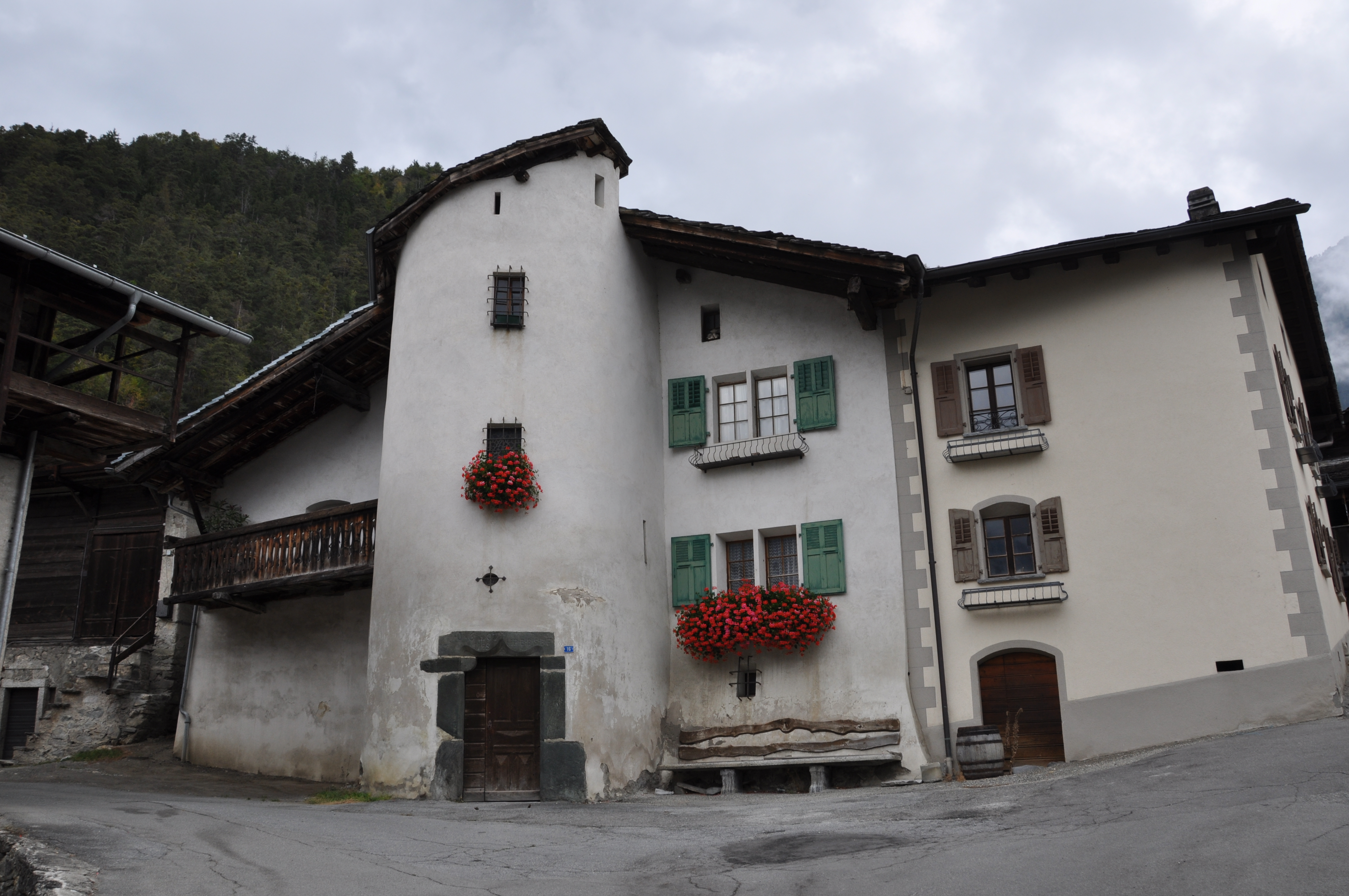
Drei Häuser mit vorgelagertem Treppenturm in Vollèges

## Geographie

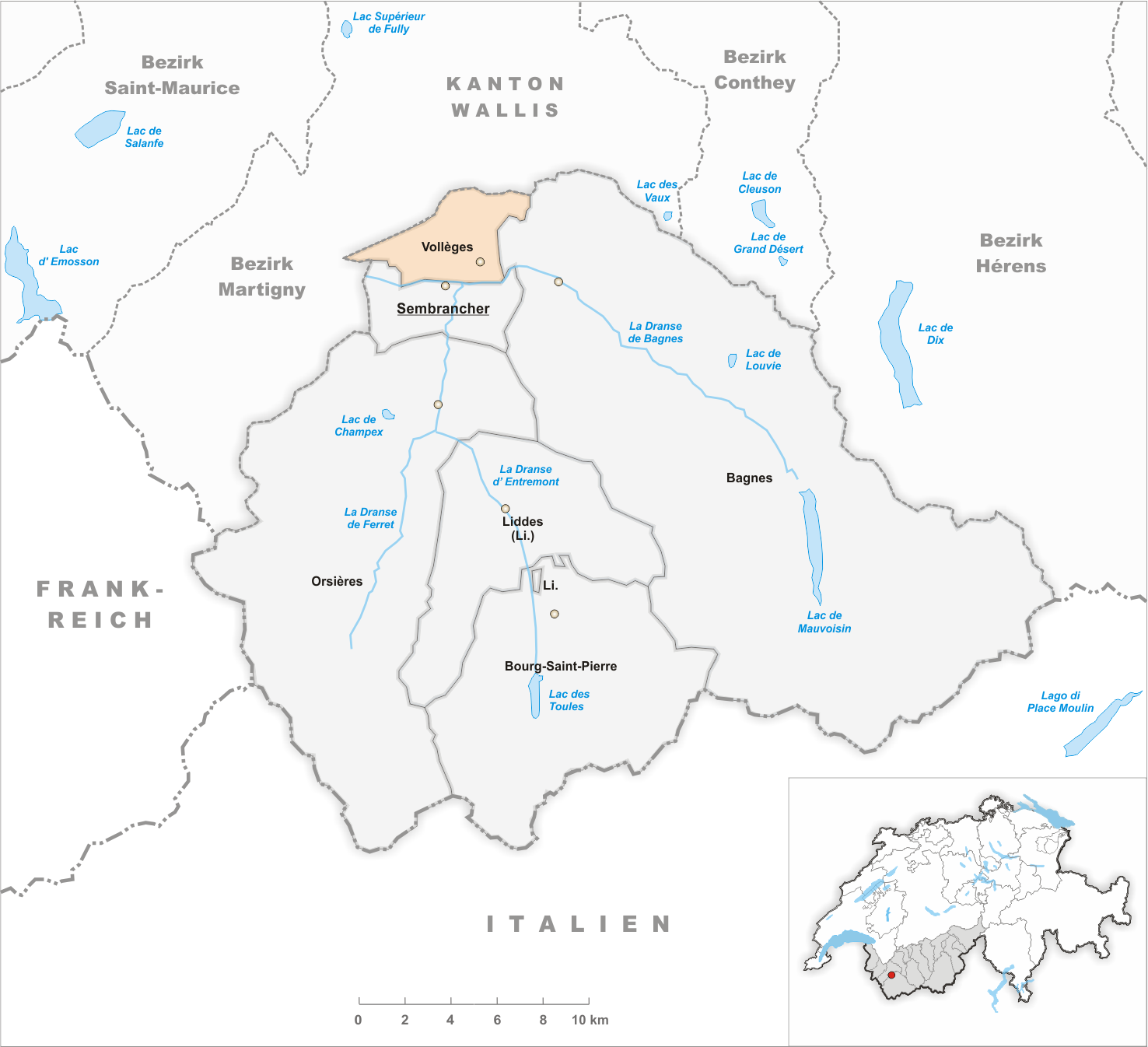
Gemeindestand vor der Fusion am 1. Januar 2021

Der Hauptort Vollèges liegt etwa sechs Kilometer östlich von Martigny an einem Nordhang am Eingang ins Val de Bagnes, durch das die Drance de Bagnes fliesst. Der Weiler Etiez ist durch seinen Bahnhof an die Chemin de fer Martigny–Orsières angeschlossen.
Das Dorf Chemin-Dessus dagegen befindet sich jenseits des Bergrückens, der Martigny von Sembrancher trennt. Von Sembrancher aus sind Vens und Chemin-Dessus über die Passstrasse des Col des Planches erreichbar.

## Geschichte
Im Dorf Levron kamen prähistorische Funde sowie Gräber aus der Latènezeit und römerzeitliche Überreste zum Vorschein.
1150 übergab das Haus Savoyen einen Teil seiner Rechte über Vollèges der Abtei Saint-Maurice. Vollèges zählte zur Herrschaft Entremont und später zum gleichnamigen Bezirk. 1178 wurde der Ort als Villezo erwähnt und war spätestens zu dieser Zeit eine Pfarrei. Bis ins 13. Jahrhundert wurde Vollèges als Herrschaft Othier bezeichnet. Zwischen 1333 und 1335 ist eine communitas bezeugt. Die erste Erwähnung des Zehntloskaufs stammt von 1614, die letzten Feudallasten wurden 1809 abgelöst.
Bis ins 20. Jahrhundert war die Landwirtschaft der Haupterwerbszweig, der Weinbau ist ab 1560 dokumentiert. Steinbruch und Steinhauerei sowie die Hotellerie stellen weitere wichtige Erwerbszweige in der ehemaligen Gemeinde dar. Bis zum Bau des Staudamms von Mauvoisin 1958 und der Unterzeichnung eines Vertrags mit Bagnes 1960 litt Vollèges unter konstantem Wassermangel.

## Bevölkerung
| Jahr      | 1339                 | 1850 | 1900 | 1950 | 2000 | 2010 | 2020 |
| Einwohner | 115 Steuerpflichtige | 869  | 910  | 993  | 1309 | 1631 | 2083 |

Die Ortschaft Vollèges hatte am 31. Juli 2020 1405 Einwohner.

## Kultur und Sehenswürdigkeiten
Moderne Kirche im Dorf Levron, 1957 von Marius Zryd erbaut.

### Kirche Saint-Martin
Dem heutigen Bau der Kirche Saint-Martin (1730–1735, restauriert 1998–2010) gingen eine romanische Kapelle aus dem 11. und 12. Jahrhundert und eine gotische Kirche aus dem 15. Jahrhundert mit einem Glockenturm von Jean Dunoyer voraus.

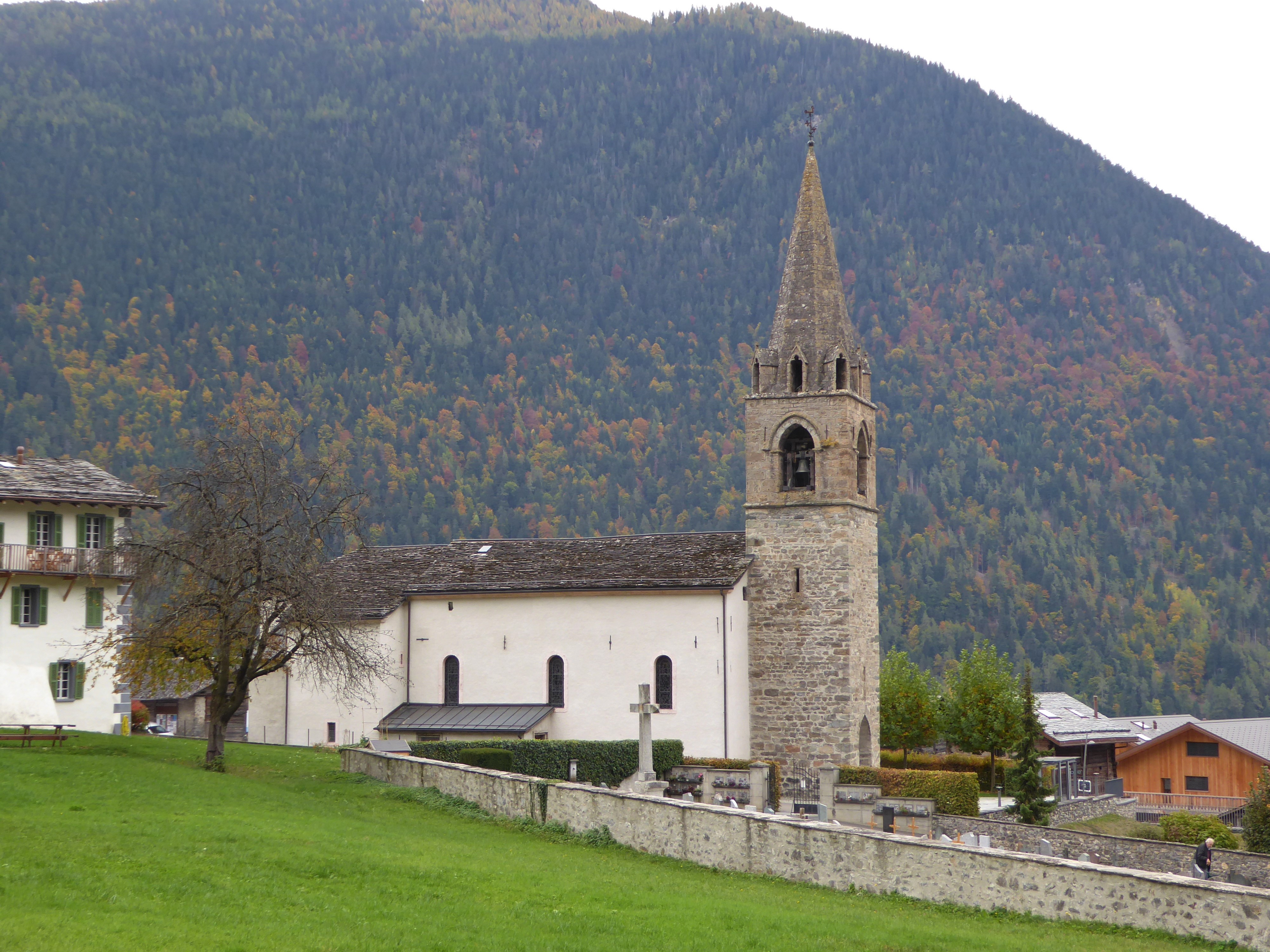
Kirche St-Martin
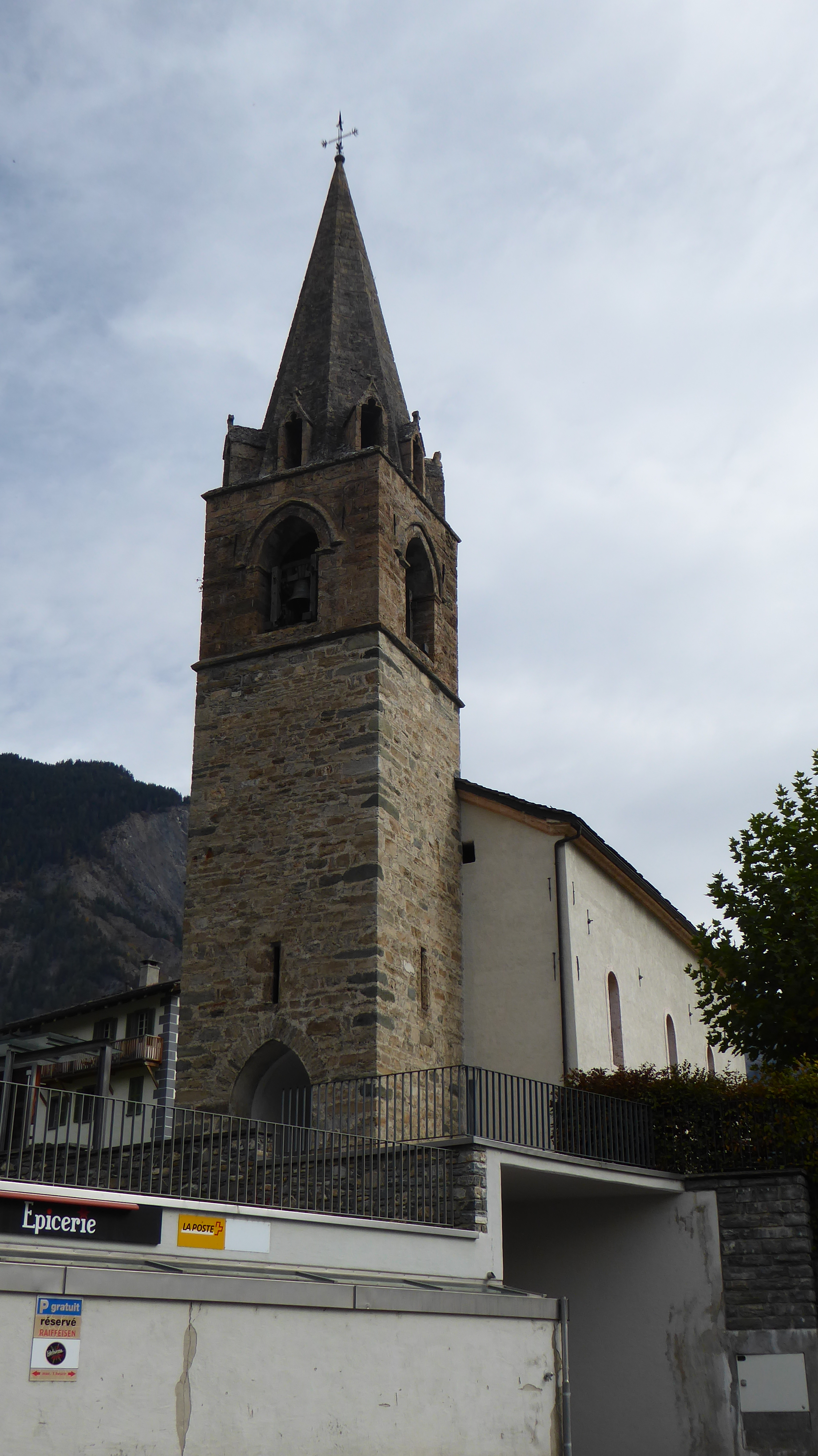
Kirchturm
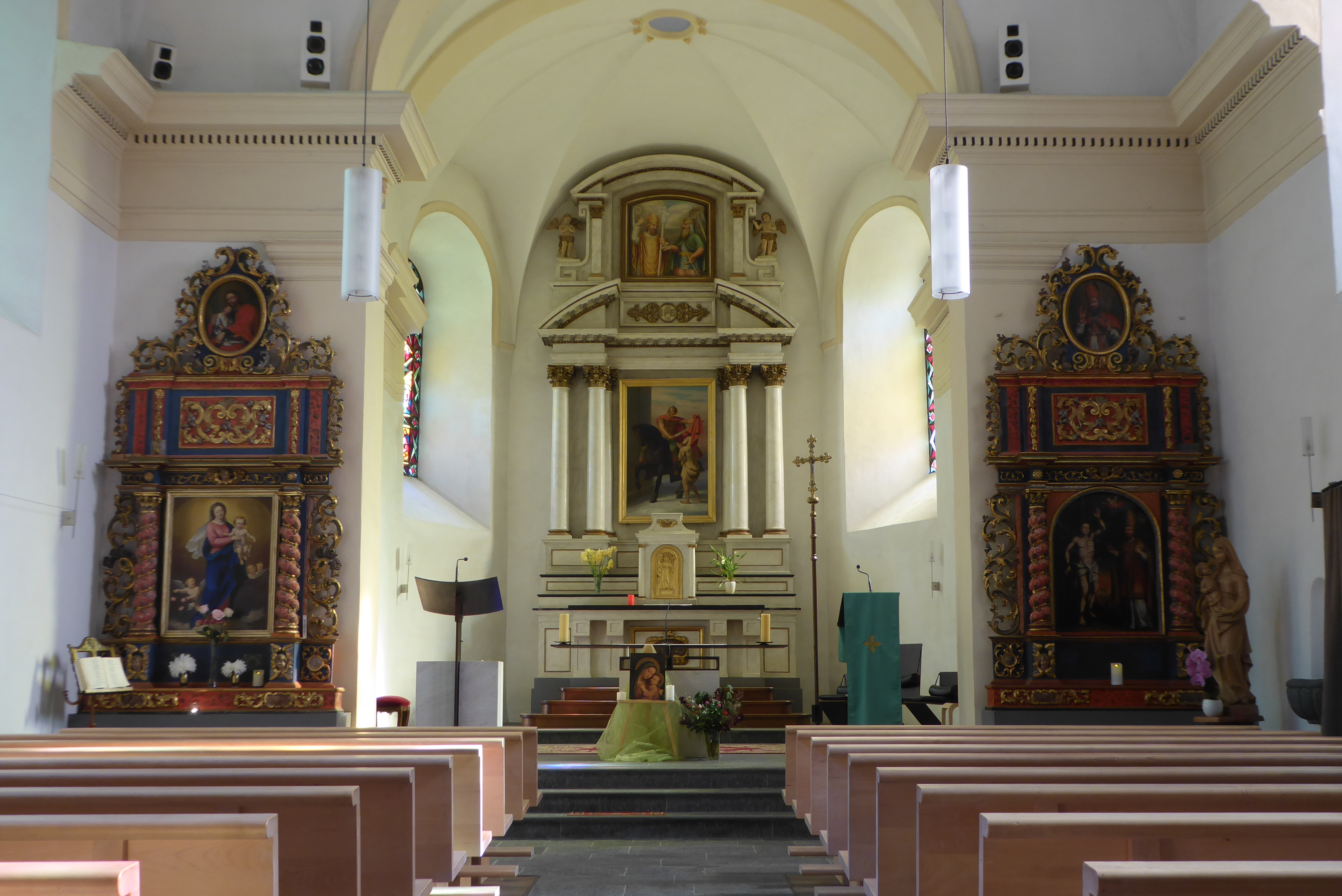
Innenraum der Kirche
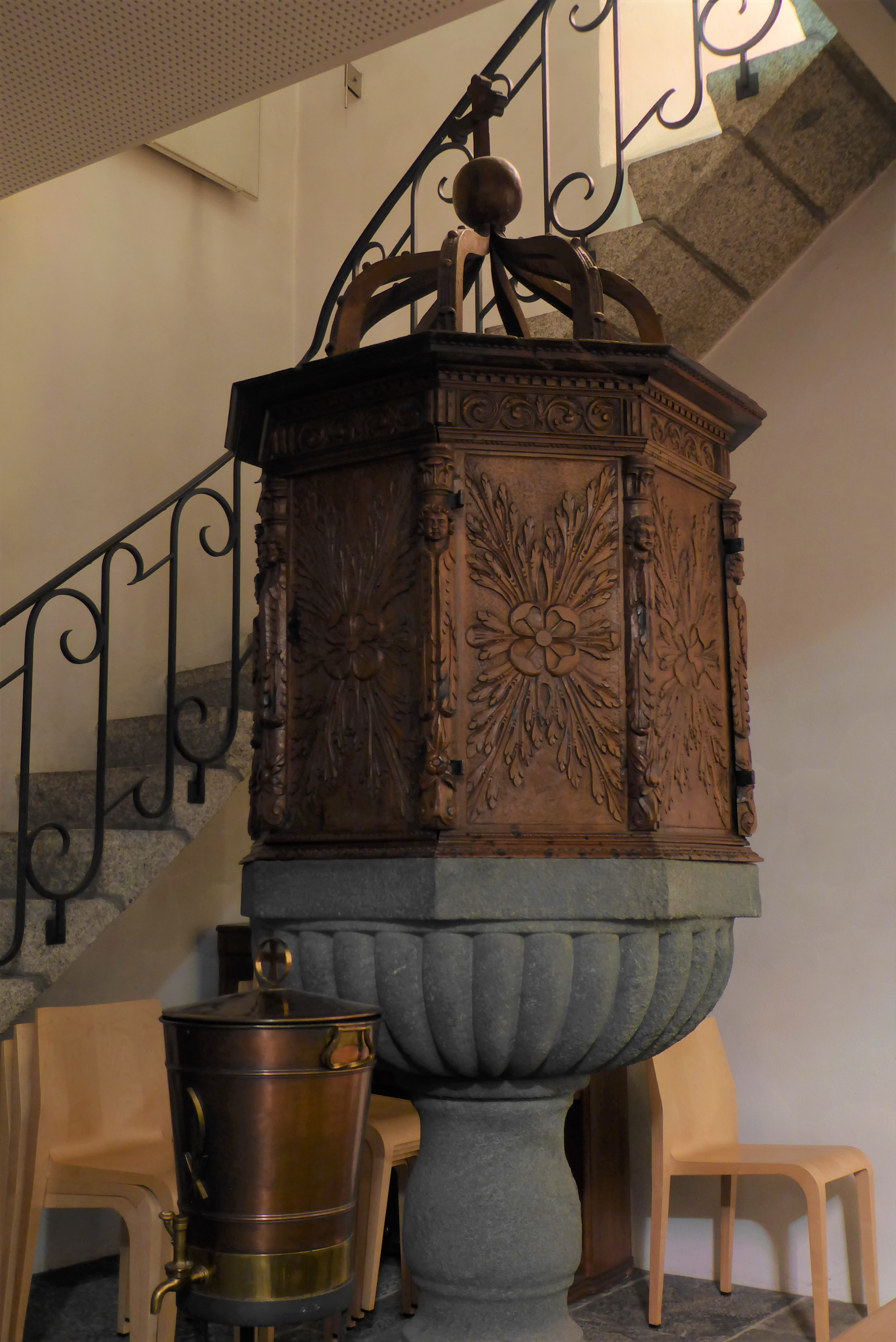
Taufstein
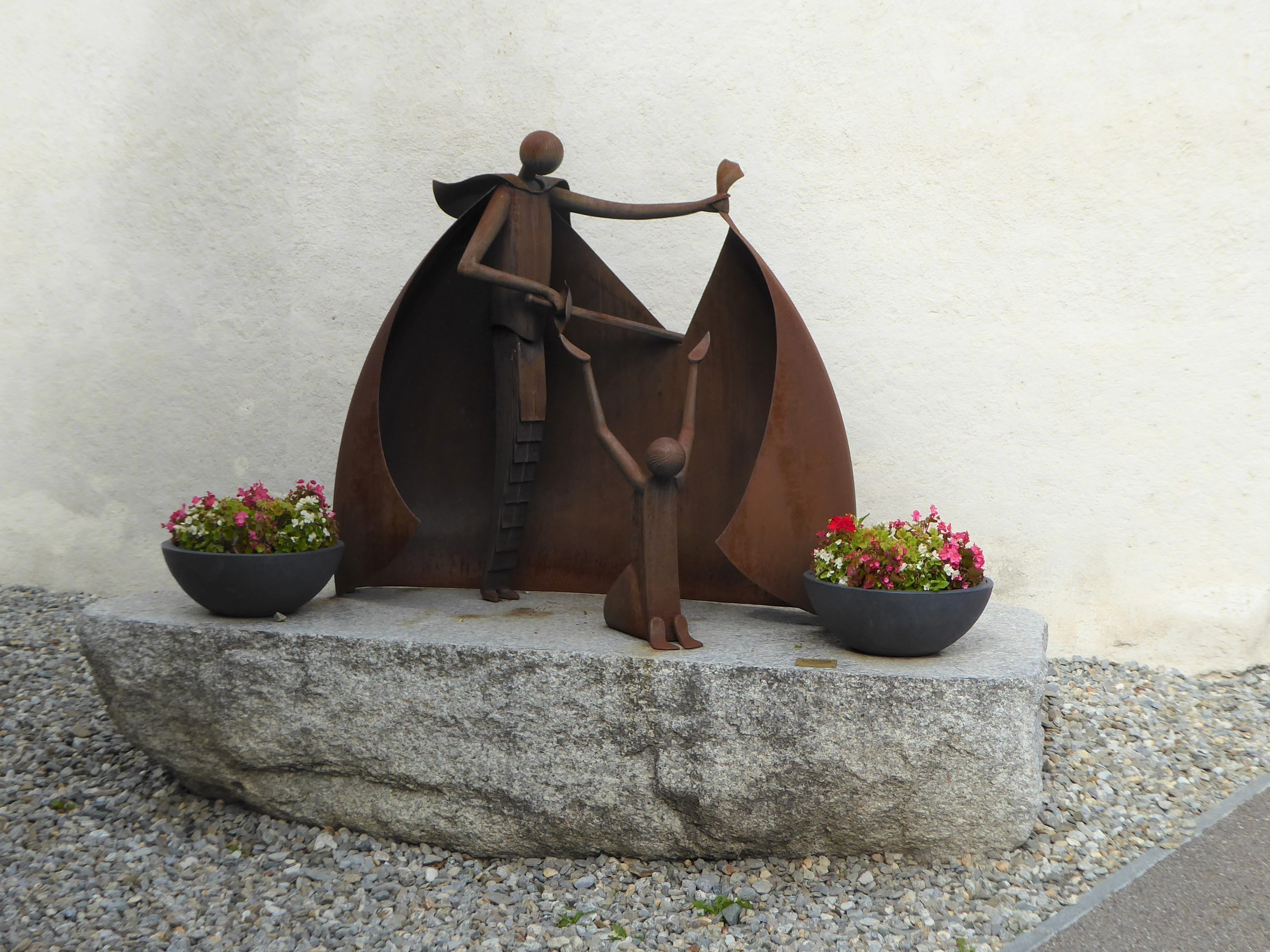
Skulptur des heiligen Martins vor der Kirche